# Rhabdogaster gracilis
Rhabdogaster gracilis là một loài ruồi trong họ Asilidae. Rhabdogaster gracilis được Engel & Cuthbertson miêu tả năm 1937.